# Тюрингские государства
Тюрингские государства (нем. Thüringische Staaten) — общее название, принятое для нескольких германских государств, расположенных на территории, примерно соответствующей современной Тюрингии.
После возникновения в 1866 году Северно-Германского союза (переименованного в 1871 году в Германскую империю) стали его государствами (штатами, странами) утратив некоторую независимость и часть суверенитета. В 1920 году большая часть из них объединились в единую землю Германии — Свободное государство Тюрингия, в 1945 году к которому был присоединён Эрфуртский округ Пруссии.

## Список государств

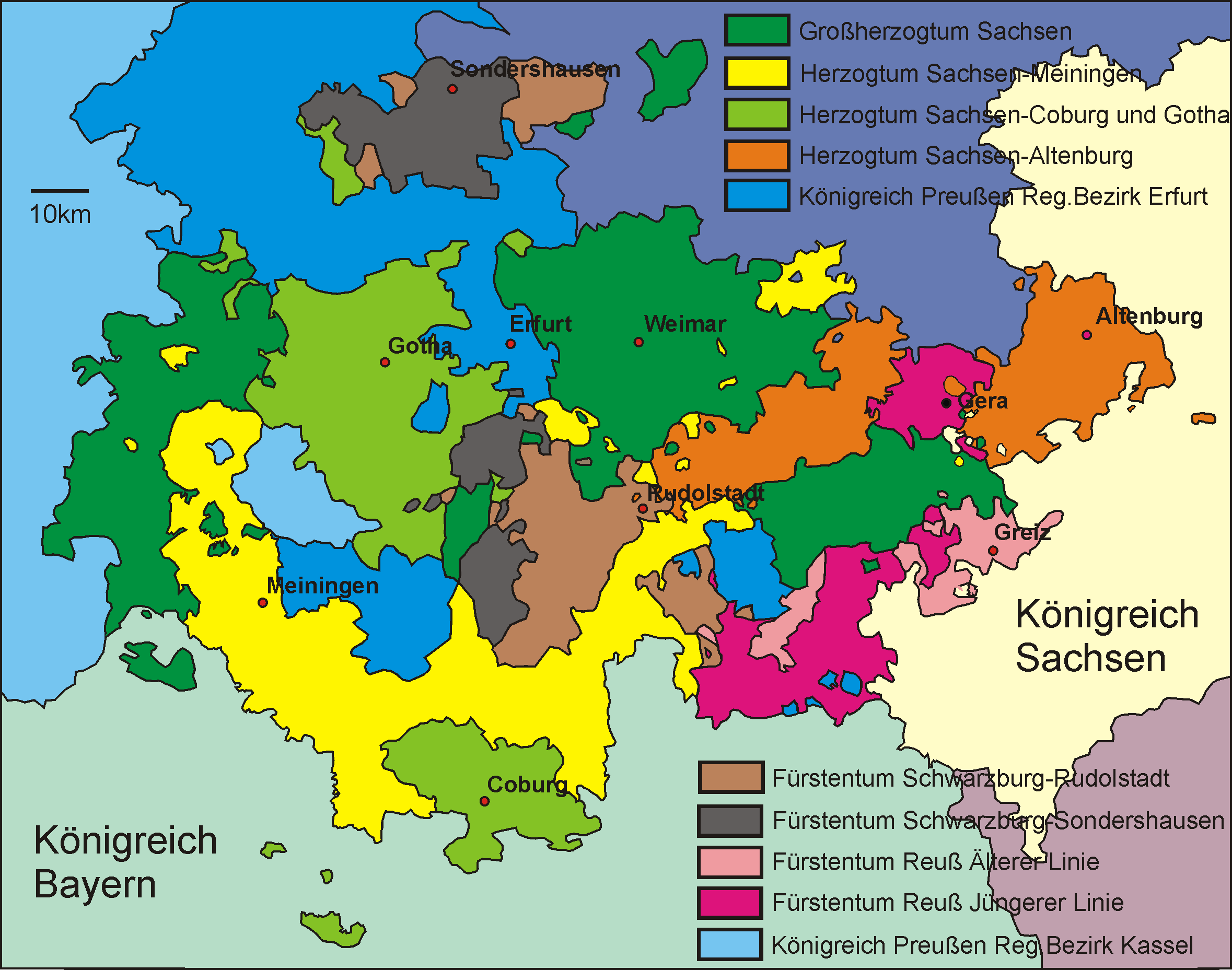
Тюрингские государства в 1910 году

К тюрингским государствам относились:
- Великое герцогство Саксен-Веймар-Эйзенах (с 1903 — Великое герцогство Саксония)
- Герцогство Саксен-Альтенбург
- Герцогство Саксен-Кобург-Гота
- Герцогство Саксен-Мейнинген
- Княжество Рейсс старшей линии
- Княжество Рейсс младшей линии
- Княжество Шварцбург-Рудольштадт
- Княжество Шварцбург-Зондерсгаузен

## Объединение тюрингских государств

Государство Тюрингия в 1922 году

После поражения в Первой мировой империалистической войне, революций (переворотов) на Германских землях, и провозглашения Веймарской республики, в ноябре 1918 года, монархия во всех её государствах, в которых она существовала, была отменена. 21 декабря 1918 года оба бывших княжества Рейс объединились в Народное государство Рейс (просуществовало лишь до 1920 года). 12 апреля 1919 союз Саксен-Кобург-Гота распался и были образованы Свободное государство Кобург и Республика Гота. Остальные княжества и герцогства также превратились в Свободные государства.
1 июля 1920 года Свободное государство Кобург присоединилось к Свободному государству Бавария. Двумя месяцами ранее, 1 мая 1920 остальные тюрингские государства (кроме государств Шварцбург-Рудольштадт, и Шварцбург-Зондерсгаузен) объединились в Свободное государство Тюрингия.